# فور بریجز (اوهایو)
فور بریجز (به انگلیسی: Four Bridges) یک منطقهٔ مسکونی در ایالات متحده آمریکا است که در شهرستان باتلر، اوهایو واقع شده‌است. فور بریجز ۵٫۷ کیلومتر مربع مساحت و ۲٬۹۱۹ نفر جمعیت دارد و ۲۵۹٫۰۸ متر بالاتر از سطح دریا واقع شده‌است.